# Гаглоев, Юрий Сергеевич
Юрий Сергеевич Гаглойти (10 октября 1934, Цхинвал, Юго-Осетинская АО, Грузинская ССР, СССР — 11 марта 2022) — советский и юго-осетинский учёный-историк и государственный деятель. Кандидат исторических наук, профессор.

## Биография
В 1953 году окончил Цхинвальскую среднюю школу N2 с золотой медалью. В 1953—1958 года — учёба на историческом факультете Московского государственного университета. С 1964 года — кандидат исторических наук.
В 1958 г. начал работать в Юго-Осетинском отделении АН Грузинской ССР. В 1974 г. назначен проректором Юго-Осетинского педагогического института, в 1975 — его ректором. 7 ноября 1989 года в газете «Северная Осетия» в статье «О национальных символах осетинского народа» впервые описал Флаг Южной Осетии. С 1996 года по 1998 год занимал должность министра внешних связей Республики Южная Осетия. С 1998 года — научный сотрудник Юго-Осетинского НИИ им. З. Н. Ванеева.
В последние годы жизни — проректор по научной работе, заведующий кафедрой истории Осетии и кавказоведения, профессор в Юго-Осетинском государственном университете имени А. А. Тибилова.